# Lawrence Krauss

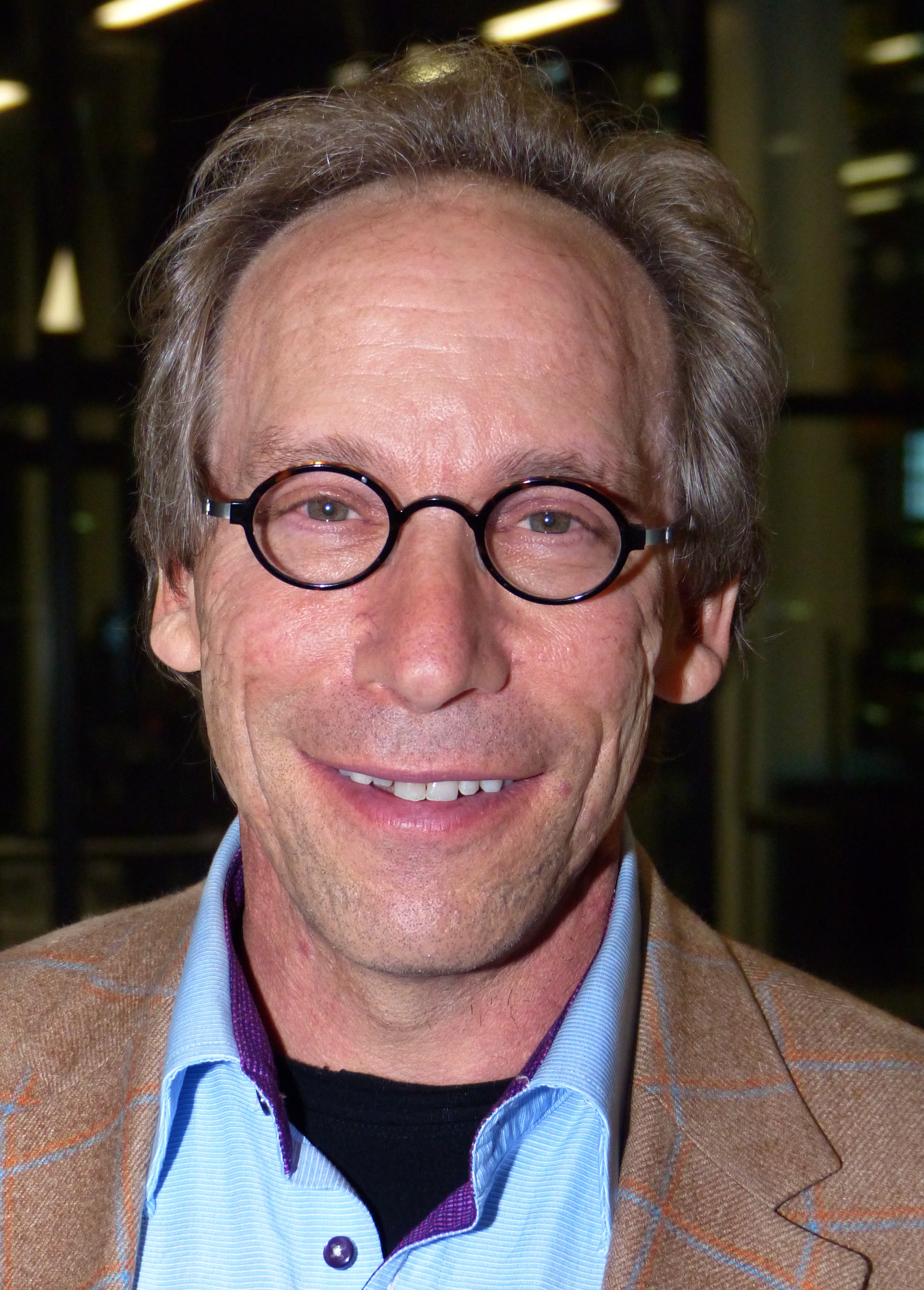
Lawrence Krauss (2013)

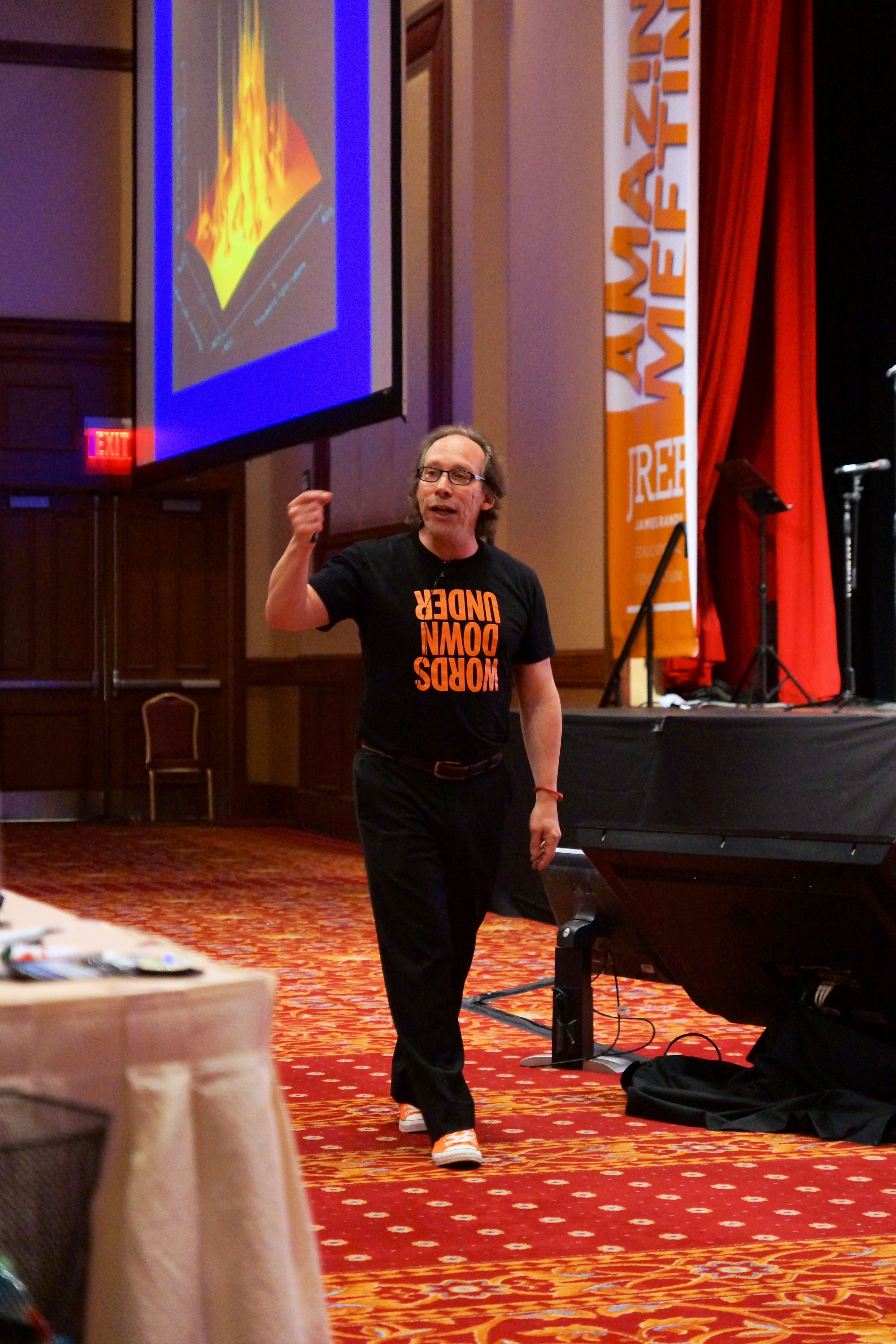
Lawrence Krauss hält einen Vortrag über Kosmologie (2012)

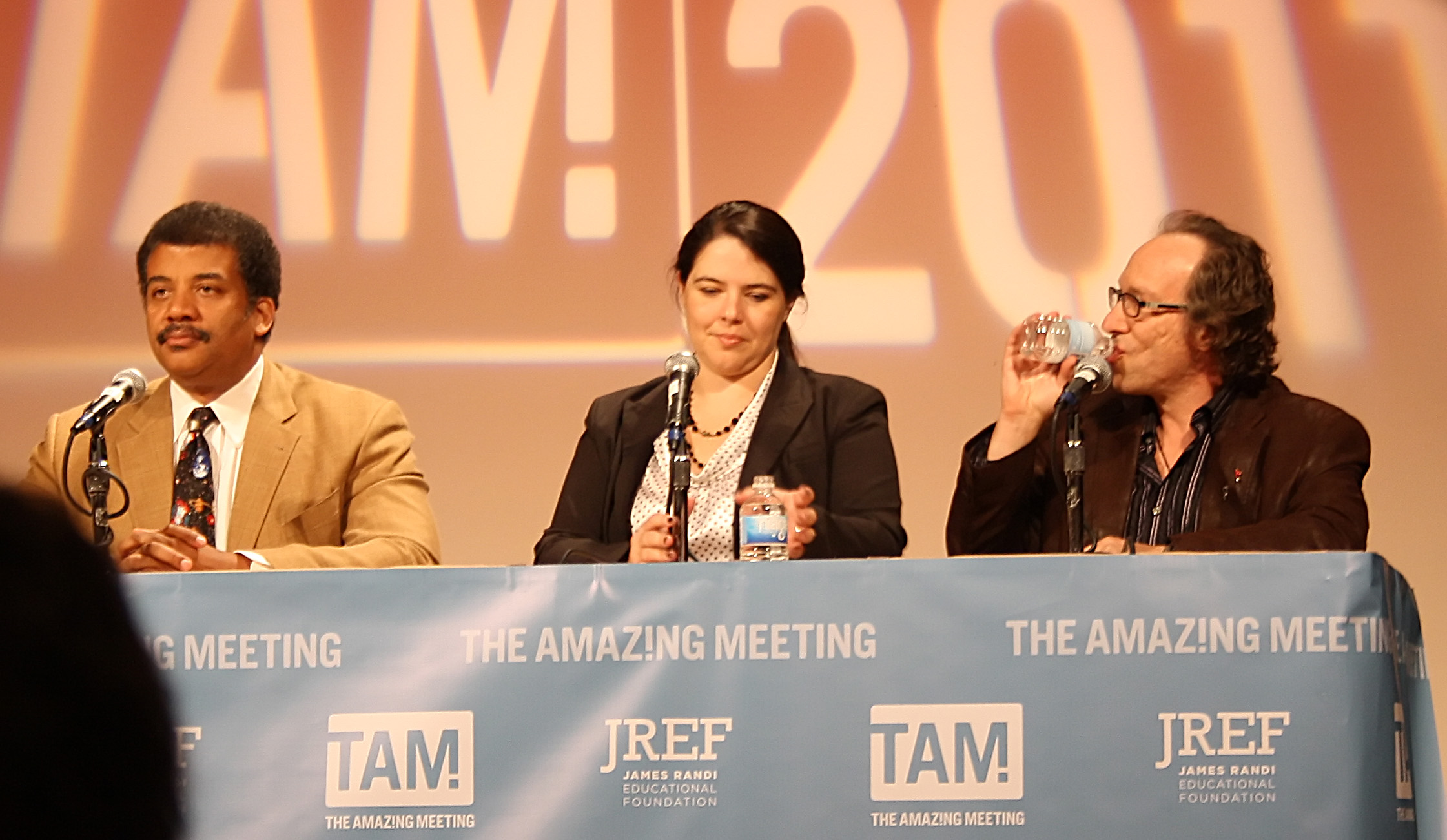
Lawrence Krauss (rechts) zusammen mit Neil deGrasse Tyson und Pamela Gay

Lawrence Maxwell Krauss (* 27. Mai 1954 in New York) ist ein US-amerikanischer theoretischer Physiker, der sich insbesondere mit Kosmologie beschäftigt. Er ist Autor mehrerer Bestseller, darunter The Physics of Star Trek.

## Leben

### Wissenschaftliche Karriere
Lawrence Krauss wurde als Sohn eines säkular jüdischen Ehepaars – Fred Krauss und seiner aus Wien stammenden Ehefrau Geraldine Krauss geb. Karlan (1921–2022) – in New York geboren und wuchs in Kanada in Toronto auf. Er studierte an der Carleton University und promovierte 1982 am Massachusetts Institute of Technology. Danach war er in Harvard (als Mitglied der Harvard Society of Fellows), ab 1985 Assistant Professor und ab 1988 Associate Professor an der Yale University. Ab 1993 war er Professor für Physik und Astronomie an der Case Western Reserve University, bis 2005 auch Vorsitzender der Physikfakultät und ab 2002 Direktor des Zentrums für Astrophysik und Kosmologie der Universität. Von 2008 bis 2018 war er Professor an der Arizona State University, zuletzt als Direktor der Origins Initiative, eines Zentrums, das sich interdisziplinär mit den Ursprüngen des Kosmos, des Menschen, des Bewusstseins und der Kultur befasst. Aufgrund von Vorwürfen sexueller Belästigung wurde sein Vertrag als Direktor 2018 nicht verlängert. 2019 verließ er die ASU und ist seither Präsident der von ihm gegründeten Origins Project Foundation.
Krauss ist Fellow der American Physical Society und der American Association for the Advancement of Science. Zu seinen Doktoranden zählt unter anderen Raman Sundrum.

### Inhaltliche Ausrichtung
Krauss befasst sich unter anderem mit dem frühen Universum, der Natur Dunkler Materie, Neutrino-Astrophysik und (in Fortschreibung der Überlegungen eines klassischen Aufsatzes von Freeman Dyson) über die Zukunft des Lebens im Universum. Er ist Verfasser mehrerer populärwissenschaftlicher Bücher, für die er mit hohen Preisen ausgezeichnet wurde. Er ist in den USA weiterhin durch landesweite öffentliche Vorträge zur Popularisierung der Naturwissenschaften bekannt und ist auch aktiv in der Bekämpfung des Kreationismus.
Lawrence Krauss machte 2007 wieder von sich reden in einer Veröffentlichung des New Scientist, der zufolge bisher unentdeckte Dunkle Materie und Dunkle Energie zu einem früheren Ende des Alls führen können. Er bezog sich dabei auf den sogenannten Quanten-Zeno-Effekt. Nach dieser Theorie entstand die inflationäre Expansion des Universums durch Zerfall eines falschen Vakuums, das noch immer einen Teil seiner Energie besitzt. Ferner ergab sich aus der Vermessung des Universums durch die Beobachtung ferner Supernovae in den 1990er Jahren der Nachweis Dunkler Energie im Vakuum.
Unter dem Titel A Universe from Nothing hielt Krauss eine Reihe von Vorträgen, in denen er die Entstehung des Universums damit erklärt, dass der leere Raum nicht wirklich leer ist, weil darin quantendynamisch mögliche virtuelle Partikel existieren. Dies ist in seinem kürzlich erschienenen Buch mit dem obigen Titel ausführlicher und eingängig dargestellt.

### Vorwürfe sexueller Belästigung
Im Februar 2018 wurden durch die amerikanische Website BuzzFeed.news mehrere Vorwürfe sexueller Belästigung gegen Lawrence Krauss erhoben, denen er jedoch deutlich widersprach. In einer späteren Untersuchung wurde von der Arizona State University ein weiterer Vorfall auf einer Konferenz in Australien im Jahr 2016 bestätigt, der zu einer Empfehlung des Dekans, Krauss zu kündigen, führte und den Krauss ebenfalls abstritt.
Ausgehend von diesen Anschuldigungen legte Krauss Ende Oktober 2018 offiziell seine Tätigkeit als Professor an der Arizona State University nieder, war dort jedoch formal noch bis Mai 2019 angestellt.

## Publikationen
Bücher:
- The Fifth Essence: Search for dark matter in the universe. Basic Books, 1989, 1991, ISBN 0-465-02377-0.
- Fear of Physics - a guide for the perplexed. Basic Books, 1993, 2007, ISBN 0-465-02367-3
  - Deutsche Ausgabe: Nehmen wir an die Kuh ist eine Kugel. Nur Keine Angst vor Physik. DVA, 1996; Taschenbuchausgabe DTV 1998, ISBN 3-421-02772-2
- The Physics of Star Trek. Basic Books, 1995, 2007, ISBN 0-465-00559-4, Vorwort von Stephen Hawking
  - Deutsche Ausgabe: Die Physik von Star Trek. Heyne, 1996, ISBN 978-3-453-10981-0
- Beyond Star Trek - physics from alien invasions to the end of time, Basic Books 1997, ISBN 0-06-097757-4.
- Quintessence - the mystery of the missing mass. Basic Books, 2000, ISBN 0-465-03741-0 (überarbeitete Neuauflage von The Fifth Essence)
- Atom. An Odyssey from the Big Bang to Life on Earth … and Beyond. Little Brown and Company, 2001, ISBN 0-316-18309-1.
- Hiding in the Mirror - a quest for alternative realities: from Plato to String theory (by way of Alice in Wonderland, Einstein and the twilight zone). Viking, 2005; Penguin, 2006, ISBN 0-670-03395-2.
- Quantum man – Richard Feynman’s life in science. Norton, 2011
- A Universe from Nothing. Free Press, Simon & Schuster, 2012, ISBN 978-1-4516-2445-8
  - Deutsche Ausgabe: Ein Universum aus Nichts: … und warum da trotzdem etwas ist. Albrecht Knaus Verlag, 2013, ISBN 978-3-8135-0468-2
- The Physics of Climate Change. Head of Zeus, London 2021, ISBN 978-1-80024-478-8

Aufsätze:
- Cosmological Antigravity, Scientific American, Januar 1999
- Questions that plague physics, Interview, Scientific American, August 2004
- mit Robert Scherrer End of cosmology?. An accelerating universe wipes out traces of its own origin. In: Scientific American, März 2008
- mit Scherrer The return of the static universe and the end of cosmology. In: Journal of General Relativity and Gravitation, Band 39, 2007, S. 1545–1550, arxiv:0704.0221
- mit Glenn Starkman: Life, the universe and nothing: life and death in an ever expanding universe. In: Astroph. J., Band 531, 2000, S. 22, arxiv:astro-ph/9902189
- mit Starkman The fate of life in the universe. In: Scientific American, November 1999
- mit Starkman: Das Schicksal des Lebens im Universum. In: Spektrum der Wissenschaft, Februar 2000 (auch in Spektrum Dossier Kosmologie, 2000)
- mit Michael Turner A cosmic conundrum. In: Scientific American, September 2004
- mit Michael Turner Geometry and destiny. In: General Relativity and Gravitation, Band 31, 1999, S. 1453–1459, arxiv:astro-ph/9904020
- mit Michael Turner The cosmological constant is back. In: General Relativity and Gravitation, Band 27, 1995, S. 1137–1144, arxiv:astro-ph/9504003

Dokumentarfilm
- mit Richard Dawkins 2013: The Unbelievers[12]
- The Principle (2014)
- The Choice is Ours auf YouTube (2016)

## Preise
- 1984: Gravity Research Foundation First prize award
- 1986: Presidential Investigator Award
- 2000: American Association for the Advancement of Science’s Award for the Public Understanding of Science and Technology
- 2001: Julius Edgar Lilienfeld Prize
- 2001: Andrew Gemant Award
- 2002: Science Writing Award des American Institute of Physics für sein Buch „Atom“
- 2003: Oersted Medal
- 2003: Ehrendoktor der Carleton University
- 2005: American Physical Society Joseph P. Burton Forum Award
- 2016: Emperor Has No Clothes Award der Freedom From Religion Foundation.[13]